# Tetramesa neocaptivum
Tetramesa neocaptivum är en stekelart som först beskrevs av Peck 1951.  Tetramesa neocaptivum ingår i släktet Tetramesa och familjen kragglanssteklar. Inga underarter finns listade i Catalogue of Life.